# Orientkaj (métro de Copenhague)
Orientkaj est une station de la ligne 4 du métro de Copenhague située sur la commune de Copenhague. Elle constitue le terminus nord de la ligne 4.

## Situation
Orientkaj est desservie par la ligne 4 du métro de Copenhague. Cette station aérienne se trouve après Nordhavn et constitue le terminus nord de la ligne.

## Histoire
La station Orientkaj a ouvert au public le 28 mars 2020 à l'occasion de la mise en service de la ligne 4 du métro de Copenhague.

## À proximité
- Quartier de Nordhavn
- Copenhagen International School